# Coryphopteris iwatsukii
Coryphopteris iwatsukii är en kärrbräkenväxtart som beskrevs av Holtt. Coryphopteris iwatsukii ingår i släktet Coryphopteris och familjen Thelypteridaceae. Inga underarter finns listade.